# Nuestra Señora de la Asunción (Duratón)

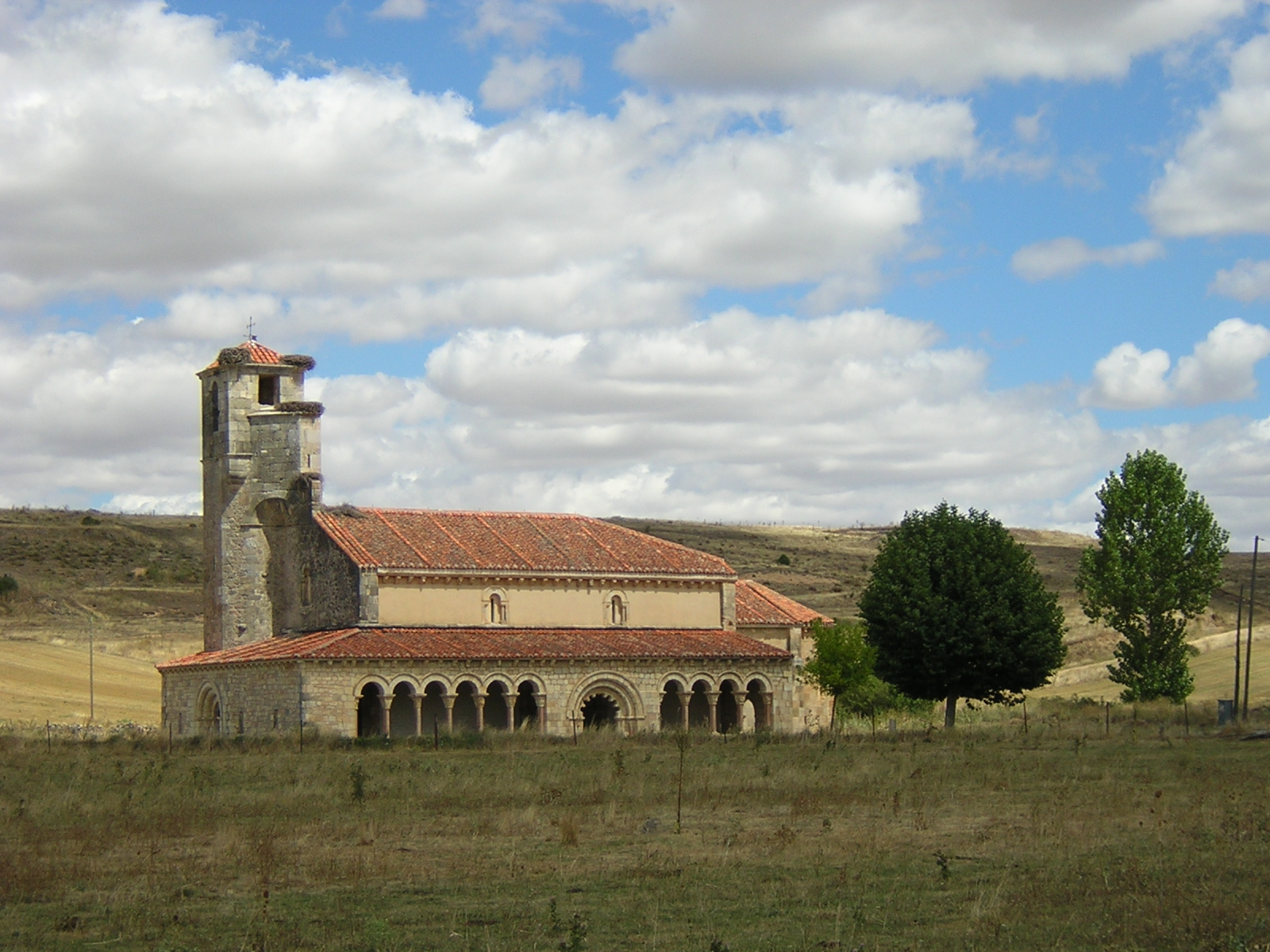
Duratón, Kirche Nuestra Señora de la Asunción

Die romanische Kirche Nuestra Señora de la Asunción im Vorort Duratón der Gemeinde Sepúlveda, Altkastilien, ist besonders wegen ihrer Vorhalle (spanisch: pórtico oder galería porticada) bekannt, die – neben derjenigen von Sotosalbos – als eine der schönsten in ganz Kastilien gilt und sowohl die Südseite wie auch die Westseite umschließt.

## Lage
Der nur noch etwa 30 Einwohner zählende Vorort Duratón liegt etwas oberhalb des gleichnamigen Flusses etwa sechs Kilometer (Fahrtstrecke) östlich der Kleinstadt Sepúlveda. Die Kirche liegt – vom Dorf etwa 200 Meter entfernt – auf dem höchsten Geländepunkt in unmittelbarer Nähe zu einer westgotischen Nekropole mit Steinkistengräbern.
In der Nähe der Kirche finden derzeit Ausgrabungen statt, frühere Siedlungsreste befinden sich an einem Hang außerhalb de heutigen Dorfes. Das Dorf Duratón liegt am Ufer des Flusses Duratón, also ein idealer Siedlungsort.

## Geschichte
Die Kirche mitsamt ihrer Vorhalle sind wahrscheinlich gleichzeitig gegen Ende des 12. Jahrhunderts entstanden, d. h. in einer Zeit, als man davon ausgehen konnte, dass – nach der Rückeroberung (reconquista) Toledos und der Wiederbesiedlung (repoblación) des ehemaligen Grenzstreifens zwischen den Flüssen Duero im Norden und Tajo im Süden – das Gebiet in christlicher Hand bleiben würde. Über den oder die Auftraggeber des Kirchenbaus ist nichts bekannt; es ist jedenfalls unwahrscheinlich, dass sich die ansässige Dorfbevölkerung eine derart aufwendige Kirche leisten konnte. Zur Bauzeit hatte in Frankreich schon die Gotik begonnen, in deren Frühzeit ähnliche gelappte Rundbögen Verwendung fanden, wie in der Vorhalle von Duratón.

## Architektur

### Vorhalle

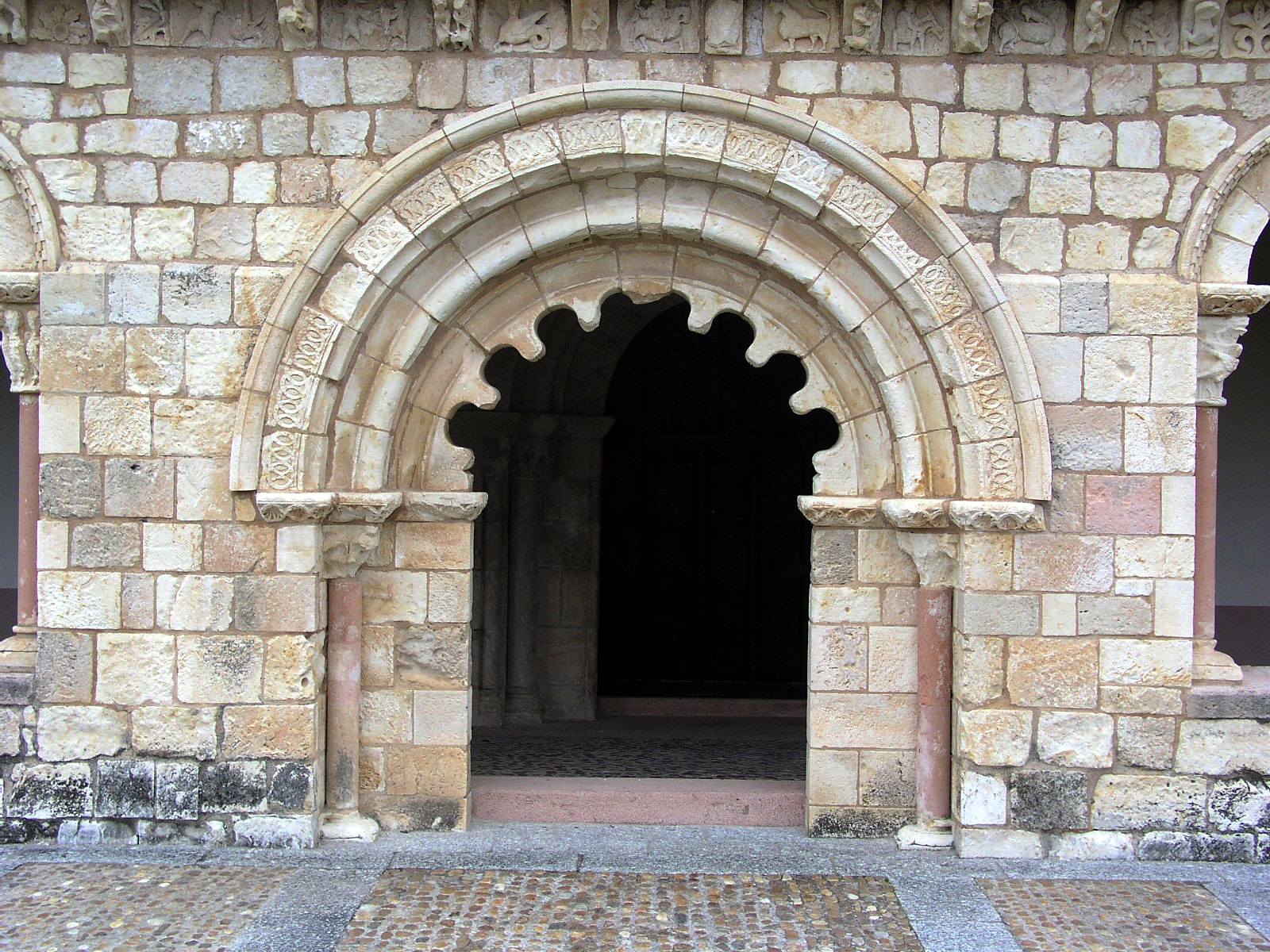
Südportal der Vorhalle und Konsolenfries

Markantester Bauteil der Kirche ist ihre Vorhalle, die auf der Südseite insgesamt zehn – asymmetrisch platzierte – Arkadenbögen und ein Portal präsentiert; auf ihrer Westseite fehlen die Arkaden, aber ein – von kleinen Fensterschlitzen begleitetes – Portal ist auch dort vorhanden. Die Arkadenbögen ruhen auf Doppelsäulen mit romanischen Kapitellen, die teilweise noch gut erhalten sind. Unter den üblichen Tiergestalten (Vögel) und Mischwesen (Zentauren, Greifen etc.) finden sich nur zwei biblische Szenen – die eine ist eine „Geburt Christi“ im Stall von Bethlehem, die andere ist eine „Anbetung der Könige“. Das Südportal der Vorhalle ist mehrfach zurückgestuft; der innere Bogen ist mehrfach gezackt und erinnert stark an maurische Bogenformen – das Post- und das Westportal der Vorhalle sind ebenfalls romanisch, zeigen jedoch keinen Vielpassbogen. Unterhalb der Dachtraufe verläuft ein mit Figuren, Tierdarstellungen sowie vegetabilischen und abstrakten Motiven (Rosetten, Flechtbänder etc.) reich ausgestatteter Konsolenfries mit dazwischenliegenden, ebenfalls dekorierten Metopenfeldern.

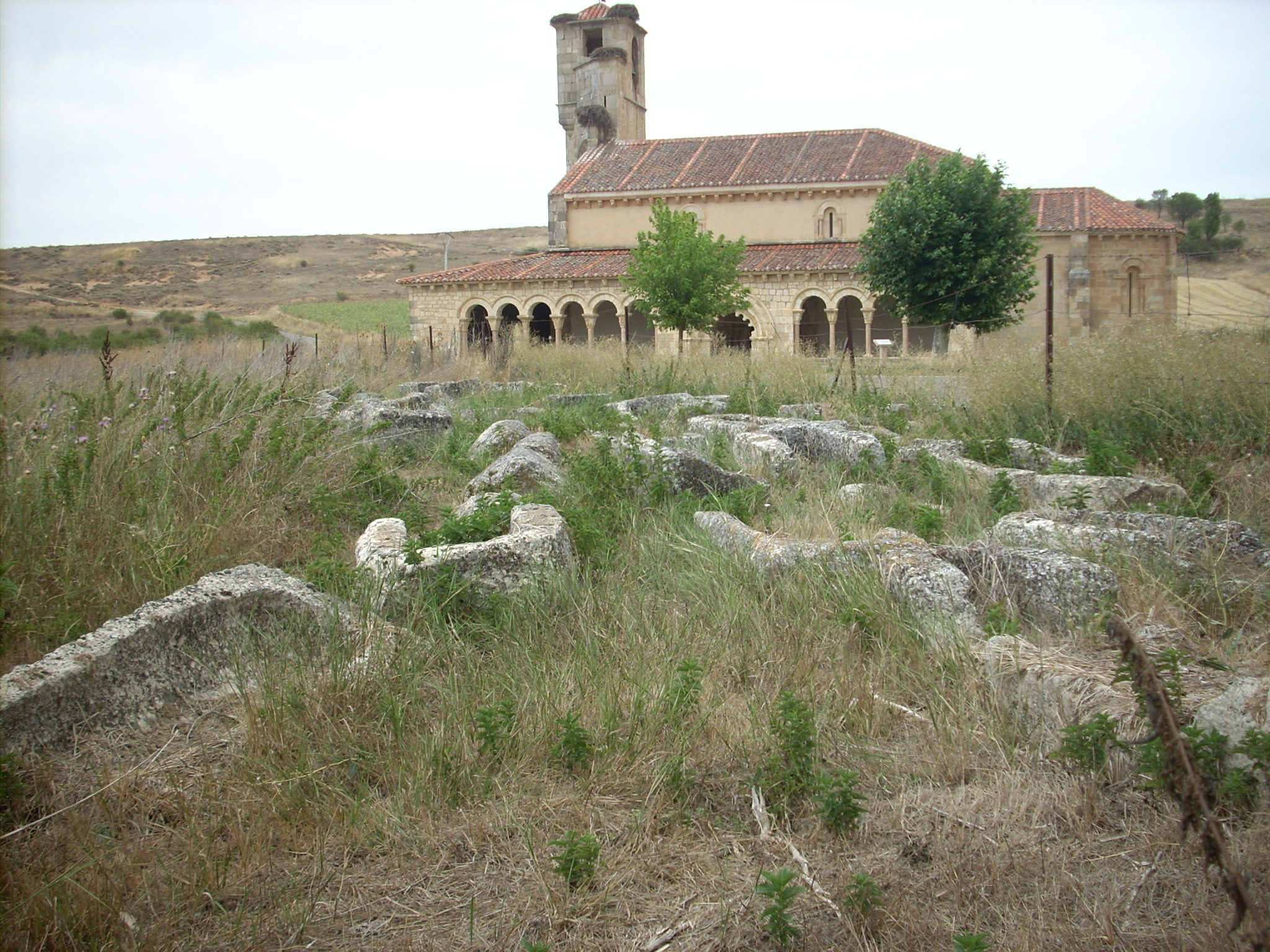
Kirche und westgotische Steinkistengräber
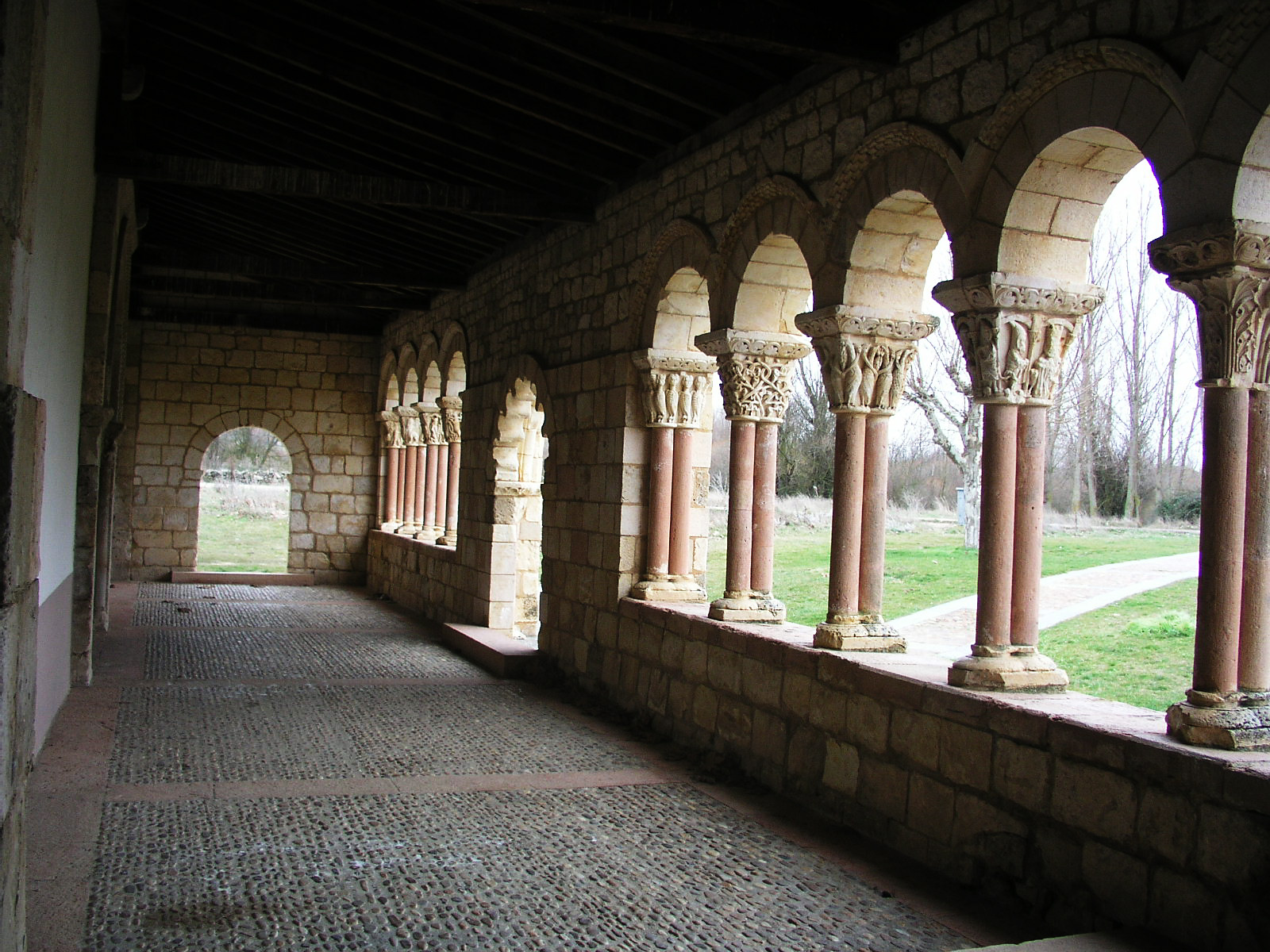
Vorhalle -> Osten
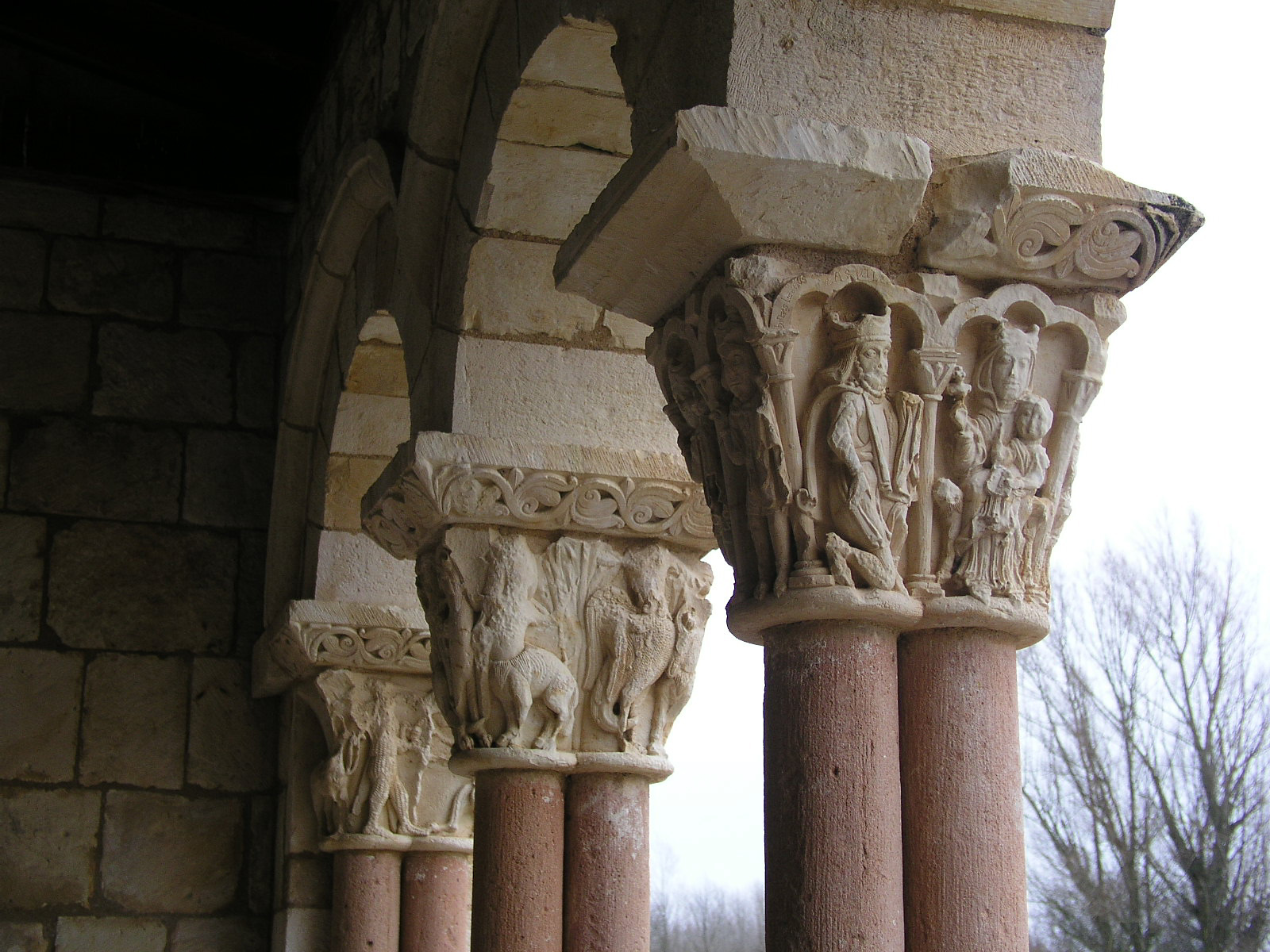
Kapitell mit „Anbetung der Könige“
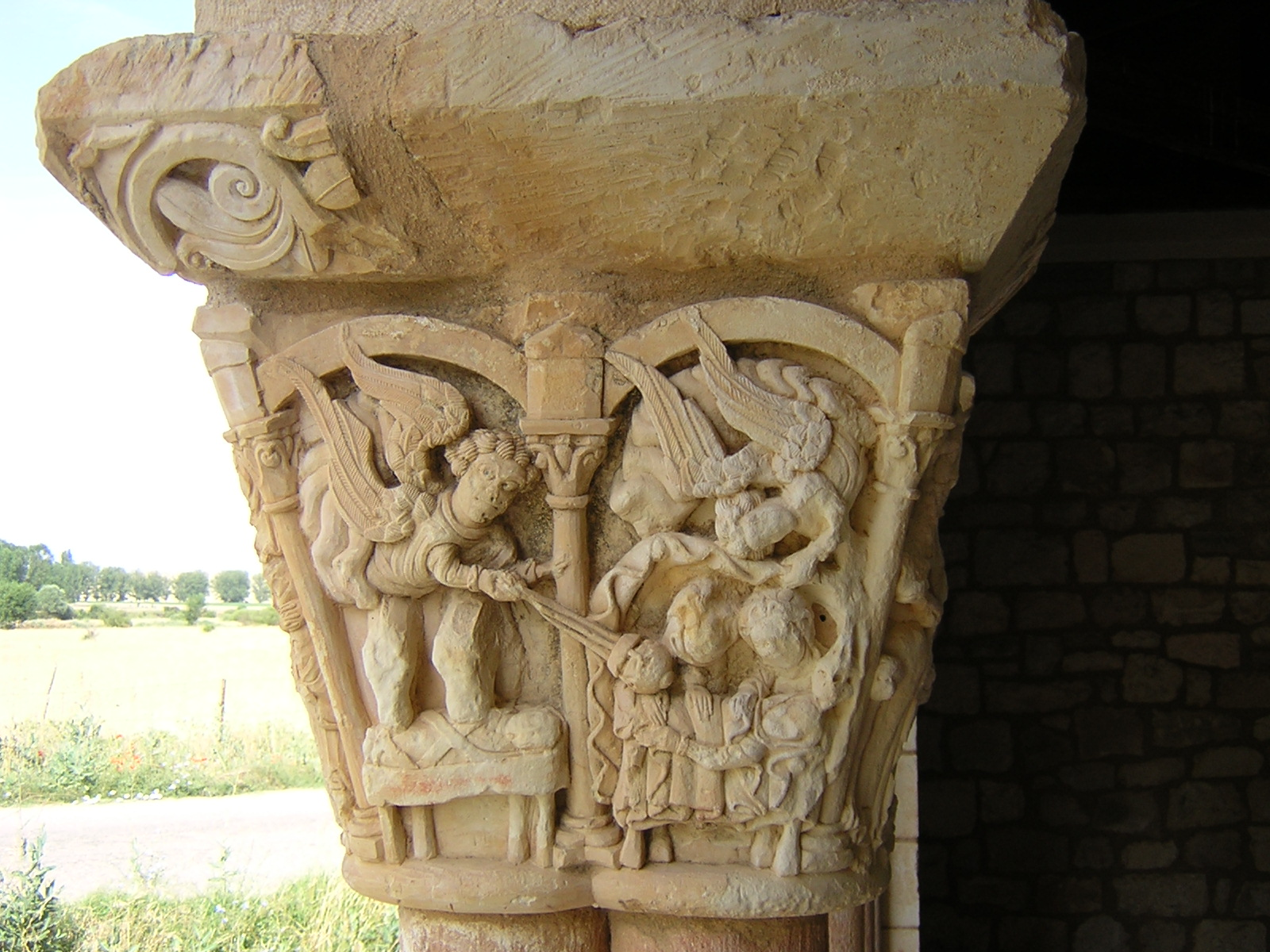
Kapitell mit „Geburt Christi“

### Kirche
Ein in der Flucht des Vorhallenportals liegendes, aber einfacher gestaltetes Portal führt in die einschiffige holzgedeckte Kirche, die aber bereits ein querrechteckiges Vorchorjoch mit nach Osten anschließender halbrunder Apsis hat. Diese ist rippengewölbt und wird durch drei schlitzartige Fensteröffnungen belichtet, die innen wie außen von deutlich breiteren Blendarkaden umschlossen werden. Oberhalb der seitlichen Halbsäulenvorlagen finden sich weitere romanische Kapitelle.

### Turm
Der schlanke, möglicherweise später hinzugefügte Turm erhebt sich in der Nordwestecke der Kirche. Sein oberer Teil mit einer Glockenstube hat beinahe Wehrcharakter.